# جيوفري لوفتوس
جيوفري لوفتوس (بالإنجليزية: Geoffrey Loftus)‏ هو عالم نفس أمريكي، ولد في 24 ديسمبر 1945.